# Шарлотта Амалия Гессен-Филипстальская
Шарлотта Амалия Гессен-Филипстальская (нем. Charlotte Amalie von Hessen-Philippsthal; 11 августа 1730, Филипсталь — 7 сентября 1801, Майнинген) — герцогиня Саксен-Мейнингенская в 1763—1782 годах.

## Биография
Шарлотта Амалия — дочь ландграфа Карла I Гессен-Филипстальского и его супруги принцессы Каролины Кристины Саксен-Эйзенахской, дочери герцога Иоганна Вильгельма Саксен-Эйзенахского. В 1750 году 20-летняя Шарлотта Амалия вышла замуж за 63-летнего герцога Саксен-Мейнингена Антона Ульриха, с которым у неё родилось восемь детей.
В своём завещании герцог назначил Шарлотту Амалию правительницей и регентом своих сыновей. Антон Ульрих удалился от семейных распрей во Франкфурт-на-Майне и проживал там вместе с семьёй. После смерти супруга Шарлотта Амалия в ожидании императорского решения о назначении регентом отбыла в Филипсталь. В Мейнингене ожидала наследство готская родня. Шарлотта Амалия переехала в Мейнинген после опубликования решения императора, назначившего её регентом.
Герцогство находилось в бедственном положении. За свои чёткие реформы и меры экономии, способствовавшие экономическому восстановлению и возрождению духовной жизни в герцогстве, Шарлотту Амалию называли «спасительницей герцогства». Назначив новых министров, например, Адольфа Готлиба фон Эйбена, за один год она сумела заново запустить центральное управление. Её продуманная система экономии и анализа придворных финансов обратила на себя внимание императора Иосифа II, который назначил её директрисой дебетовой комиссии, занимавшейся делами безнадёжно погрязшего в долгах герцогства Саксен-Гильдбурггаузен.
Поскольку оба сына Шарлотты Амалии имели право на власть в Саксен-Мейнингене, она отказалась от регентства только в 1782 году после достижения совершеннолетия Георгом I. С 1775 года она правила совместно со старшим сыном Карлом.
Эпоха правления Шарлотты Амалии стала переломным моментом для становления в Саксен-Мейнингене просвещённого абсолютизма, в духе которого она воспитала своих сыновей. В честь Шарлотты Амалии получила название масонская ложа «Шарлотта у трёх гвоздик». В соответствии с желанием герцогини она была похоронена на городском кладбище.

## Потомки
- Шарлотта (11 сентября 1751 — 25 апреля 1827), замужем за герцогом Саксен-Гота-Альтенбургским Эрнстом II (1745—1804)
- Луиза (6 августа 1752 — 3 июня 1805), замужем за ландграфом Адольфом Гессен-Филипсталь-Бархфельским (1743—1803)
- Елизавета (11 сентября 1753 — 3 февраля 1754)
- Карл (19 ноября 1754 — 21 июля 1782), герцог Саксен-Мейнингена, женат на принцессе Луизе Штольберг-Гедернской (1764—1834)
- Фридрих Франц (16 марта 1756 — 25 марта 1761)
- Фридрих Вильгельм (18 ноября 1757 — 13 апреля 1758)
- Георг I (4 февраля 1761 — 24 декабря 1803), герцог Саксен-Мейнингена, женат на принцессе Луизе Элеоноре Гогенлоэ-Лангенбургской (1763—1837)
- Амалия (4 марта 1762 — 28 мая 1798), замужем за Генрихом Карлом Эрдманом Каролат-Бейтенским (1759—1817)